# Tabanac
Tabanac är en kommun i departementet Gironde i regionen Nouvelle-Aquitaine i sydvästra Frankrike. Kommunen ligger i kantonen Créon som tillhör arrondissementet Bordeaux. År 2022 hade Tabanac 1 074 invånare.

## Befolkningsutveckling
Antalet invånare i kommunen Tabanac
Referens:INSEE